# Coppa del Generalissimo 1953 (hockey su pista)
La Coppa del Generalissimo 1953 è stata la 10ª edizione della principale coppa nazionale spagnola di hockey su pista. Il torneo ha avuto luogo dal 24 al 26 aprile 1953.
Il trofeo è stato vinto dal Barcellona per la prima volta nella sua storia superando in finale l'Espanyol.

## Squadre qualificate
- Atlético Madrid
- Azor
- Barcellona
- Delicias

- Espanyol
- Esperanza
- Girona
- Reus Deportiu

## Risultati

### Quarti di finale
| Squadra 1       | Risultato | Squadra 2     |
| --------------- | --------- | ------------- |
| 24 aprile 1953  |           |               |
| Atlético Madrid | 0 - 4     | Reus Deportiu |
| Azor            | 2 - 1     | Girona        |
| Barcellona      | n.d.      | Delicias      |
| Espanyol        | 11 - 0    | Esperanza     |

### Semifinali
| Squadra 1      | Risultato | Squadra 2     |
| -------------- | --------- | ------------- |
| 25 aprile 1953 |           |               |
| Azor           | 2 - 3     | Espanyol      |
| Barcellona     | 4 - 2     | Reus Deportiu |

### Finale
| Barcellona 26 aprile 1953 | Barcellona | 2 – 1 | Espanyol |  |